# República Socialista de Croàcia
La República Socialista de Croàcia (en croat: Socijalistička Republika Hrvatska) fou un estat socialista constitutiu de la República Federal Socialista de Iugoslàvia. És el predecessor de la moderna Croàcia. Zagreb n'era la capital, i ho va continuar sent després de la independència.

## Origen
El 29 de novembre de 1945, l'Assemblea Constituent Iugoslava va celebrar una sessió en què es va decidir que Iugoslàvia estaria composta per sis repúbliques: Eslovènia, Croàcia, Bòsnia i Hercegovina, Montenegro, Sèrbia i Macedònia. Al cap de poc temps, el Partit Comunista va començar a perseguir els que es va oposar al sistema de partit únic comunista. El 30 de gener de 1946, l'Assemblea Constituent va aprovar la Constitució de la República Popular Federativa de Iugoslàvia.
Amb l'establiment de la República, Croàcia abraçà el sistema socialista i nacionalitzà totes les propietats privades. D'aquesta manera, els antics terratinents i l'Església Catòlica de Croàcia perderen quantitats ingents de diners.
El país va passar per un gran procés de reconstrucció per restablir-se de la Segona Guerra Mundial. Un fenomen notable durant aquest procés van ser les obres públiques voluntàries, que reunien els joves per a la construcció de carreteres i d'altres instal·lacions públiques.

## Economia
L'economia va evolucionar a un tipus de socialisme anomenat "autogestió" (samoupravljanje), en el qual els treballadors tenien dret a una part dels beneficis de les empreses administrades per l'Estat. Aquest socialisme de mercat permetia unes millors condicions econòmiques que als països del bloc comunista.
Croàcia va patir una important industrialització en la dècada dels 60 i 70, i la conca industrial de Zagreb igualà i fins i tot superà la de Belgrad (a Sèrbia). Les fàbriques i altres organitzacions sovint diuen el nom de partisans declarats Herois del Poble.
Addicionalment, la costa adriàtica croata tornà a ser una popular destinació turística.

## Política

### Dins de Iugoslàvia
Políticament, els croats han estat sempre minoritaris a Iugoslàvia comparats amb els serbis. No obstant això, el president Josip Broz Tito, croat de naixement, adoptà una política prudentment elaborada per administrar les ambicions conflictives de les dues nacions: d'aquesta manera reprimí el nacionalisme de cada costat, advertint que posaria en perill la unitat del país i considerant-lo delicte de traïció.
La Constitució de 1963, que va fixar "República Federal Socialista de Iugoslàvia" com el nom oficial del país, no va permetre els serbis controlar tot el poder polític. Els croats participaven en la política estatal al més alt nivell: cinc dels nou primers ministres de la Iugoslàvia comunista eren croats. Els serbis, per la seva banda, dominaven els serveis secrets i l'Exèrcit Popular Iugoslau, Policia Iugoslau, on la majoria dels generals eren o bé serbis o bé montenegrins.
Les tendències després de 1965 condueixen a l'anomenada Primavera Croata de 1970 i 1971, quan els estudiants i acadèmics de Zagreb organitzaren manifestacions per reivindicar més llibertats civils i una major autonomia per a Croàcia, així com la cultura croata, diferenciada de la resta de repúbliques iugoslaves. El règim de Tito reprimí les protestes públiques i n'empresonà als dirigents, tement que aquestes manifestacions poguessin significar un ressorgiment del nacionalisme croat, però diversos membres croats del Partit Comunista van donar suport a la causa de forma personal. El 1974, es ratificà una nova Constitució, que va donar més drets a les repúbliques individuals, tractant d'impedir noves manifestacions de nacionalisme croat.

### Mort de Tito
El 1980, després de la mort de Tito, començaren a evidenciar-se les dificultats polítiques i econòmiques del país, per la qual cosa el govern federal començà a esquerdar-se. La Federació fou pròspera fins a la caiguda del socialisme, i Croàcia era la segona més rica de les sis repúbliques, només per darrere d'Eslovènia. Tot i això, segurament a causa de la fi imminent de la Guerra Freda (i de tots els subtils beneficis que Iugoslàvia en treia) la inflació es va disparar. L'últim primer ministre federal, Ante Marković, un croat, esmerçà dos anys en aplicar diferents reformes econòmiques i polítiques. Els esforços del govern aparentment van tenir èxit, però van acabar fracassant.
Les tensions ètniques van créixer, tenint com a conseqüència la fi de Iugoslàvia, que es consumaria totalment el 2006 amb la independència de Montenegro. La crisi incipient a Kosovo, el memoràndum nacionalista de l'Acadèmia Sèrbia de Ciències i Arts, l'ascens de Slobodan Milošević com a president de Sèrbia i tot el que va generar van provocar reaccions molt negatives a Croàcia. Les antigues divisions afloraren i els croats expressaren cada cop més els seus sentiments nacionalis i la seva oposició al règim de Belgrad.
El 17 d'octubre de 1989, el grup de rock Prljavo Kazalište dona un gran concert a prop de 250.000 persones a la plaça principal de Zagreb. A la llum de la inestable situació política, la cançó Mojoj majci ("A la meva mare") va impressionar particularment els assistents a causa del patriotisme expressat en la cançó. L'autor parla de l'"Última Rosa de Croàcia", per designar a la seva mare.

### Nova política constitucional
El 1990, en el XIV Congrés de la Lliga de Comunistes de Iugoslàvia, la delegació sèrbia dirigida per Slobodan Milošević insistí a reemplaçar la política constitucional de 1974 (que atorgava el poder a les repúbliques) per una nova política que complís el lema "una persona, un vot". Això desplaçaria el poder polític a les mans de la població majoritària, és a dir, els serbis. Com a resposta, les delegacions eslovena i croata (dirigides respectivament per Milan Kučan i Ivica Račan) abandonaren el Congrés com a protesta, cosa que marcaria la ruptura irreconciliable de la Iugoslàvia federal i socialista.
Els serbis, que constituïen el 12% de la població de Croàcia, rebutjaren la idea de la separació de Iugoslàvia. Els records de la Segona Guerra Mundial van ser manipulats i explotats pel règim, cada vegada més militant, de Milošević a Belgrad. A mesura que Milošević i els seus s'aprofitaven del ressorgiment del nacionalisme serbi a Iugoslàvia, parlant de combats contra Sèrbia, l'emergent dirigent croat Franjo Tuđman evocà la idea de fer de Croàcia una república independent. La utilització dels grans mitjans de comunicació va permetre la difusió ràpida de la propaganda a favor del xovinisme, que va suscitar un sentiment de por en la població i va crear un clima de tensió important.
El març de 1990, l'Exèrcit Popular Iugoslau (JNA) es reuní amb la Presidència de Iugoslàvia (un consell compost per 8 membres que representaven les sis repúbliques i les dues províncies autònomes) en un intent de convèncer-los perquè proclamessin l'estat d'emergència que permetria a l'exèrcit prendre el control del país. Els representants de Croàcia (Stjepan Mesić), Eslovènia (Janez Drnovšek), Macedònia (Vasil Tupurkovski) i Bòsnia (Bogić Bogicevic) van votar en contra. Els altres van votar-hi a favor, i la igualtat del sufragi va endarrerir l'agreujament del conflicte.
Croàcia va declarar la independència el 25 de juny de 1991, cosa que desembocà en una Guerra d'Independència. El 12 de gener de 1992 fou reconegut el nou estat.